# Thomas Delaney
Thomas Joseph Delaney (Frederiksberg, 3 de setembro de 1991) é um futebolista dinamarquês que atua como meio-campista. Atualmente joga no Copenhague.

## Carreira
Thomas Delaney começou a carreira no Copenhague, estreando em um amistoso em agosto de 2008. Em 17 de agosto de 2016, foi anunciado oficialmente ao Werder Bremen, clube pelo qual atuou por duas temporadas. 

### Borussia Dortmund
Em 7 de junho de 2018, Delaney assinou pelo Borussia Dortmund um contrato de quatro anos. O valor da transação foi 20 milhões de euros.

### Sevilla
Em 25 de agosto de 2021, Delaney se mudou para o Sevilla, da La Liga, em um contrato de quatro anos, por uma taxa de 7 milhões de euros.

### Hoffenheim
Em 30 de janeiro de 2023, Delaney foi emprestado ao Hoffenheim até o final da temporada 2022-23.

## Títulos
Borussia Dortmund
- Supercopa da Alemanha: 2019
- Copa da Alemanha: 2020–21[6]